# Michel Gay
 (mai 2019).
Si vous disposez d'ouvrages ou d'articles de référence ou si vous connaissez des sites web de qualité traitant du thème abordé ici, merci de compléter l'article en donnant les références utiles à sa vérifiabilité et en les liant à la section « Notes et références ».
Pour les articles homonymes, voir Gay.
Michel Gay, né le 1er septembre 1947 à Lyon, est un illustrateur et auteur d'album pour enfants.

## Biographie
Michel Gay commence à publier aux éditions l'École des loisirs à partir de 1980. Il crée généralement des albums avec des personnages de jeunes animaux, comme Biboundé le manchot. Il a aussi illustré des textes écrits par d'autres. Son personnage de Zou le petit zèbre inspire une série animée pour la télévision en 2011 : Zou.

## Publications

### Album

#### Auteur-illustrateur
- Le Loup-Noël, L'École des loisirs, 1980
- Lapin-express, L'École des loisirs, 1982
- Pousse-poussette, L'École des loisirs, 1983
- Petit-avion, L'École des loisirs, 1983
- Petit-bateau, L'École des loisirs, 1983
- Petit-camion, L'École des loisirs, 1983
- Petit hélicoptère, L'École des loisirs, 1984
- Biboundé, L'École des loisirs, 1984, Lutin poche, 1986
- La Surprise de Biboundé, L'École des loisirs, 1985
- Papa vroum, L'École des loisirs, 1986
- Biboundissimo, L'École des loisirs, 1987
- Docteur Biboundé, L'École des loisirs, 1988
- Dodo tout le monde !, L'École des loisirs, 1989
- Le Cartable qui fait atchoum, L'École des loisirs, 1989
- Câline-mi et Câline-moi, L'École des loisirs, 1990
- Comment naissent les biboundés, L'École des loisirs, 1991
- Le Blotto de neige, Hachette Jeunesse, 1992
- Blotto et les outils, Hachette Jeunesse, 1992
- Blotto et l'étoile de mer, Hachette Jeunesse, 1993
- Bombyx dessine des lettres, L'École des loisirs, 1994
- Les albums de la famille loup, Gautier-Languereau, 1994
- Juste une seconde, L'École des loisirs, 1996
- Papa trop, L'École des loisirs, 1997
- Zou, L'École des loisirs, 1998
- Cromignon, L'École des loisirs, 1999
- Zou n'a pas peur, L'École des loisirs, 2002
- Zou à vélo, L'École des loisirs, 2005
- Cropetite, L'École des loisirs, 2006
- La Provision de bisous de Zou, L'École des loisirs, 2008
- Les Sous de Zou, L'École des loisirs, 2011

### Illustrateur
- Pierre Pelot, Le vent de la colère,  couverture tirée du film La kermesse de l'Ouest (Cinema International Corporation), Collection "Bibliothèque de l'amitié", no 92, Éditions de l'Amitié-G.T.Rageot, 1973.
- Boris Moissard, Valentine au grand magasin, L'École des loisirs, 1980
- Gérard Pussey, Les Citrouilles du diable, L'École des loisirs, 1981
- Jean-Loup Trassard, Trois Noëls en forêt, L'École des loisirs, 1981
- Irène Schwartz, Minie Malakoff, la souris du métro, L'École des loisirs, 1982
- Gérard Pussey, Fiston et Gros Papa, Fernand Nathan, 1983
- Gérard Pussey, Nicolas et son robot, Centurion jeunesse, 1985
- Gérard Pussey, Fiston marie Gros Papa, Fernand Nathan, 1986
- Marie-Aude Murail, Le hollandais sans peine, L'École des loisirs, 1989 : Prix Sorcières 1990
- Christophe Donner, Copain trop copain, L'École des loisirs, 1990
- Geneviève Brisac, Olga, L'École des loisirs, 1990
- Elsa Devernois, À trois on a moins froid, L'École des loisirs, 1993
- Geneviève Brisac, Olga va à la pêche, L'École des loisirs, 1996
- Jean-Michel Billioud, Une affreuse rage de dents, Kaléidoscope, 1999
- Geneviève Brisac, Olga et le chewing-gum magique, L'École des loisirs, 2001